# Hohenzollern-ház
A Hohenzollern-ház (németül: Haus Hohenzollern, románul: Casa de Hohenzollern) egy német eredetű nemesi család és uralkodói dinasztia, melynek tagja többek között Brandenburg őrgrófjai, valamint Poroszország és Románia királyai voltak.
A család a svábföldi Hechingen város környékéről származik, és a 11. század óta ismert. Nevüket ősi székhelyükről, az említett város közelében fekvő Hohenzollern-kastélyról kapták.
A család mottója Nihil sine Deo (Semmit Isten nélkül). Címerük, mely legkorábban 1192-ből ismert, kezdetben egyszerű – fekete és ezüst negyedekre osztott – pajzsból állt. 1317-ben IV. Frigyes kutyafejjel és -vállakkal egészítette ki.
A család két ágra szakadt: a katolikus sváb és a protestáns frankföldi ágra. A sváb ág 1869-es kihalásáig irányította Hechingen környékét. A frankföldi ág különböző alágai megszerezték a Brandenburgi Őrgrófság trónját 1415-ben, illetve a Porosz Hercegséget 1525-ben.
A két frankföldi ág egyesülése 1618-ban lehetővé tette a Porosz Királyság 1701-es létrehozását. Később ez az állam volt a német egység megteremtésének és a Német Birodalom 1871-es megalakításának vezető ereje.
Az első világháborút kísérő társadalmi elégedetlenség az 1918–19-es németországi forradalomban csúcsosodott ki, majd megalakult a weimari köztársaság – így a Hohenzollernek trónfosztottá váltak, és a német monarchia véget ért. Az 1919-es versailles-i békeszerződés megpecsételte a Német Birodalom felbomlását.

## Hohenzollern uralkodók névsora

### Porosz Királyság
Bővebben: Poroszország uralkodóinak listája
- Frigyes Vilmos brandenburgi őrgróf (1620–1688) ∞ Orániai–Nassaui Lujza Henrietta
  - I. Frigyes porosz király (1657–1713) ∞ Hannoveri Zsófia Sarolta
    - I. Frigyes Vilmos porosz király (1688–1740) ∞ Hannoveri Zsófia Dorottya
      - II. Frigyes porosz király (1712–1786) ∞ Braunschweig–Beverni Erzsébet Krisztina
        - Ágost Vilmos királyi herceg (1744–1797) ∞ Braunschweig–Wolfenbütteli Lujza Amália
          - II. Frigyes Vilmos porosz király (1744–1797) ∞ Hessen–Darmstadti Friderika Lujza
            - III. Frigyes Vilmos porosz király (1770–1840) ∞ Mecklenburg–Strelitzi Lujza
              - IV. Frigyes Vilmos porosz király (1795–1861) ∞ Bajorországi Erzsébet Ludovika
              - I. Vilmos porosz király (1797–1888) ∞ Szász–Weimar–Eisenachi Auguszta
                - III. Frigyes porosz király (1831–1888) ∞ Nagy-Britanniai Viktória
                  - II. Vilmos porosz király (1859–1941) ∞ Schleswig–Holsteini Auguszta Viktória
                    - Vilmos királyi herceg (1882–1951) ∞ Mecklenburg–Schwerini Cecília
                      - Lajos Ferdinánd herceg (1907–1994) ∞ Kira Kirillovna Romanova
                        - II. Ferdinánd Lajos herceg (1944–1977) ∞ Donata zu Castell-Rüdenhausen
                          - György Frigyes herceg (1976–) ∞ Sophie von Isenburg

### Román Királyság
Bővebben: Románia uralkodóinak listája
- Károly Antal, Hohenzollern hercege (1811–1885) ∞ Badeni Jozefina
  - I. Károly román király (1865–1927) ∞ Wiedi Erzsébet
  - Lipót, Hohenzollern hercege (1835–1905) ∞ Portugáliai Antónia
    - I. Ferdinánd román király (1865–1927) ∞ Edinburgh-i Mária
      - II. Károly román király (1893–1953) ∞ Görögországi Ilona
        - I. Mihály román király (1921–2017) ∞ Bourbon–parmai Anna
          - Margit királyi hercegnő (1949–) ∞ Radu Duda

## Fordítás
- Ez a szócikk részben vagy egészben  a   House of Hohenzollern című angol Wikipédia-szócikk ezen változatának fordításán alapul.  Az eredeti cikk szerkesztőit annak laptörténete sorolja fel. Ez a jelzés csupán a megfogalmazás eredetét és a szerzői jogokat jelzi, nem szolgál a cikkben szereplő információk forrásmegjelöléseként.

## Külső hivatkozások
- A Hohenzollern-ház hivatalos honlapja (németül), (angolul)
- A Hohenzollern-Sigmaringen-ház hivatalos honlapja (németül)
- A Hohenzollernek genealógiája (németül)
- A Hohenzollernek genealógiája a Genealogy.eu-n (angolul)